# فجر (فلم)
فجر فيلم مصري للمخرج عاطف سالم، الذي شارك في السيناريو والحوار مع كاتب القصة نيروز عبد الملك. البطولة للنجوم ماجدة وجمال فارس وحسين رياض وعباس فارس. صدر الفيلم في 17 يناير 1955.

## طاقم التمثيل
ماجدة: في دور فجر
جمال فارس: في دور محمد
حسين رياض: في دور أمين (المحولجي والد فجر)
عباس فارس: في دور إبراهيم (البوسطجي والد محمد)
ثريا فخري: في دور زينب (والدة فجر)
زينات صدقي: في دور أنيسة (خالة محمد)
عدلي كاسب: في دور عواد بسطاويسي
عبد الغني قمر: في دور عم فانوس
عايدة كامل: في دور مبروكة مدبولي
جمالات زايد: في دور قارئة الودع
عبد المنعم اسماعيل: في دور سلامة فتح الخير (الحانوتي)
لطفي الحكيم: في دور المحقق
عبد الغني النجدي: في دور السقا
نادية الشناوي: في دور فجر (صغيرة)
تهاني مصطفى: في دور الطفلة فاطمة مدبولي (الخرساء)
وجيه الاطرش: في دور محمد (صغيرا)
عبد العليم خطاب: في دور خليل أبو سريع
طوسون معتمد: في دور عويس (رجل الطنبور)
عبد الحميد زكي: في دور مدبولي (والد مبروكة)
مطاوع عويس: في دور زبون الحلاق
محسن حسنين: في دور قروي
عبد الحليم حافظ: غناء (لو كنت يوم على قلبي تهون - من كلمات محمد الحلواني ولحن محمد الموجي)

## أحداث الفيلم
يتجول الطفل «محمد» مع الطفلة «فجر» في أنحاء القرية، وصوت فجر تروي لنا عن سعادتها في أيام طفولتها مع الطفل محمد. كان المكان المفضل للعب هو مكان عمل والد فجر المحولجي «أمين»، حيث يجلس في كشك يتلقى اتصالات لإعلامه عن موعد وصول القطارات وتحويل مساراتها، وهناك تشرح فجر لصديقها محمد كيف يحول والدها سير القطارات من جهة إلى أخرى. يطلب أمين من ابنته فجر حمل ما يشتريه من خضروات إلى البيت، حيث تعيش خالة فجر وتقوم برعايتها بعد وفاة شقيقتها والدة فجر، وترفض الزواج وتعتبر ابنائها هم الدجاج والبط والإوز، فهي تعشق تربية الطيور وبيعها. يلعب الأطفال لعبة حيث يقيمون حفلة زفاف محمد وفجر، ويضحك أمين وهو يتحدث إلى إبراهيم البوسطجي ووالد محمد، ويتفق الاثنان على زواج فجر ومحمد في المستقبل القريب. تمر الأيام ويكبر الأطفال والسعادة تحيط الجميع. يضعف بصر إبراهيم ويتقاعد ثم يصاب بالعمى، وأثناء عبوره لقضبان السكة الحديدية يحرك أمين القضبان لاقتراب قطار قادم، وتبقى قدم إبراهيم عالقة بين القضبان وهو عاجز عن الحركة. يندفع محمد لانقاذ والده، ويصعد إلى كشك أمين ينبهه ويصرخ مطالبًا بفتح القضبان لتخليص والده، لكن أمين وهو يشاهد القطار القادم يرفض ذلك حفاظًا على عدم خروج القطار عن مساره وتدميره بمن فيه من الركاب، ويموت إبراهيم تحت عجلات القطار. تحدث قطيعة بين محمد وفجر التي تسبب والدها في قتل والده. تتسارع الأحداث وتقع فجر فيما وقع فيه والد محمد وتعلق قدمها بين قضبان القطار. يسارع محمد لتنبيه أمين الذي يرفض خروج القطار عن مساره لإنقاذ ابنته. يتوقف القطار قبل الوصول لمكان فجر وينتهي الفيلم مع مشهد تصالح الحبيبان.

## عن أبطال الفيلم
بطل الفيلم جمال فارس (1921 – 1983) ممثل مصري شارك في بطولة بضعة أفلام في حقبة الخمسينات قبل أن يهاجر إلى الولايات المتحدة الأمريكية ليتجه إلى مجال الأعمال الحرة، وهو نجل الفنان عباس فارس، وعمل في مجال الفن على مدار أربعة سنوات. التقى جمال بالممثل رشدي أباظة، في كواليس فيلم «ذو الوجهين»، عام 1949، ثالث أفلام أباظة، وسرعان ما صارا صديقين مقربين، ثم حدث أن ارتبط جمال بعلاقة عاطفية مع «باربرا» زوجة أباظة الأجنبية، وعندما علم أباظة بذلك قرر أن يطلقها، وانتهى الأمر بزواج جمال من باربارا. لم يثبت جمال نجاحه كفتى أول على شاشة السينما وهو ما شعر به منذ أن قدم آخر أفلامه «فجر» عام 1955، حيث لم يرشحه أحد من المخرجين أو المنتجين للعمل.
كان الممثل عباس فارس في حياته متأثرًا بالصوفية في شبابه المبكّر وكان متديّنًا، وتزوّج من سيدة إنجليزية اعتنقت الإسلام بعد أن لقّنها أصوله، وحين ماتت شريكة عمره التي أنجبت له ابنه الوحيد جمال، تزوّج شقيقتها التي اعتنقت الإسلام أيضًا.
كان فيلم «فجر» هو الفيلم رقم 30 في مشوار الممثلة المصرية ماجدة (عفاف الصباحي) السينمائي الذي بدأ في عام 1949، وحققت أكثر نجاحاتها في منتصف الخمسينات مع أفلام مثل «أين عمري» و «بنات اليوم».
حسن رياض لعب دور الأب كما هي العادة في أغلب أفلامه، فهو صاحب أدوار الأب الحنون والموظف المطحون، وهو «الممثل الشامل الكامل» لاستطاعته تقديم جميع الأدوار ببراعة، وينتقل من التراجيديا إلى الكوميديا ومن الطيبة إلى الشر بسلاسة وإقناع.

## وصلات خارجية
- مقالات تستعمل روابط فنية بلا صلة مع ويكي بيانات
- فيلم فجر على موقع دهليز
- فيلم فجر على موقع بي بي سي
- فيلم فجر على موقع IMDB
- فيلم فجر على موقع الموجز
- فيلم فجر على موقع يوتيوب